# Oláh Sándor (szobrász)
Oláh Sándor (Nagyvarjas, 1907. október 30. – Budapest, 1983. március 23.) szobrász.

## Pályafutása
1933–1935 között a Budapesti Iparművészeti Iskolában tanult Lux Eleknél. 1935–1939 között a Magyar Képzőművészeti Főiskolára járt, ahol mesterei Szentgyörgyi István és Kisfaludi Strobl Zsigmond voltak. 1940-től csoportos kiállításokon is szerepelt. A Hollóházi Porcelángyár megvásárolta és sokszorosította Tavaszi szél című kisplasztikáját.

## Köztéri művei
- Gyermekeit váró anya, Örvendező anya gyermekeivel (műkő szoborcsoportok, 1933, Szeged, Rókusi Iskola, majd 1954-től Kossuth Lajos sgt.)
- Szent László- és Szent György-szobor (1939, Budapest, Ludovika kert)
- Szent Kristóf-szobor (1941, Budapest, Ludovika kert)
- Gábor Áron (1943, Nagyvárad, Hadapród Iskola)
- Brigádvezető nő (mészkő, 1954, Budapest, XI. ker., Villányi út).